# Gurre slott

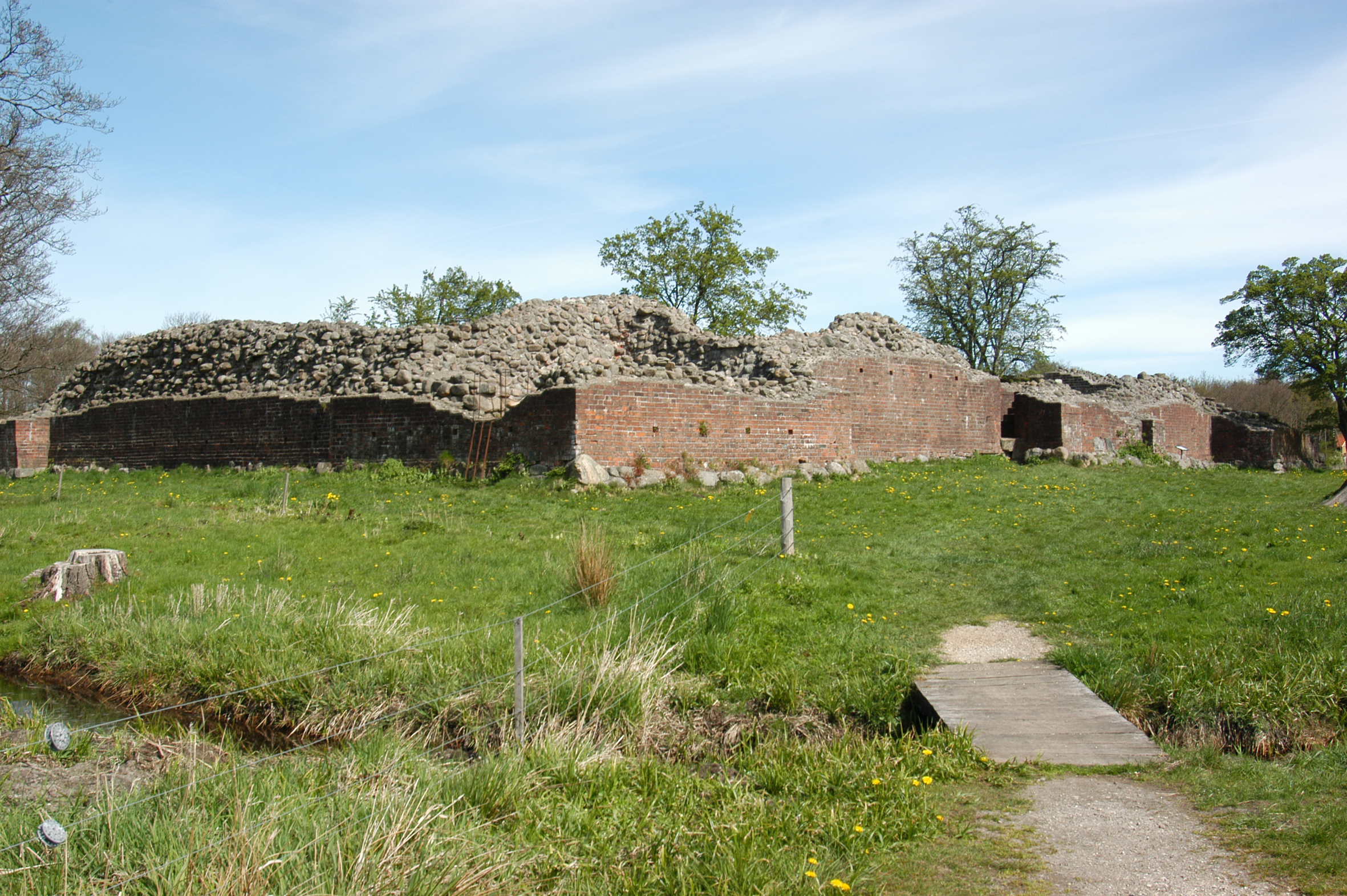
Ruinerna av Gurre slott 2007

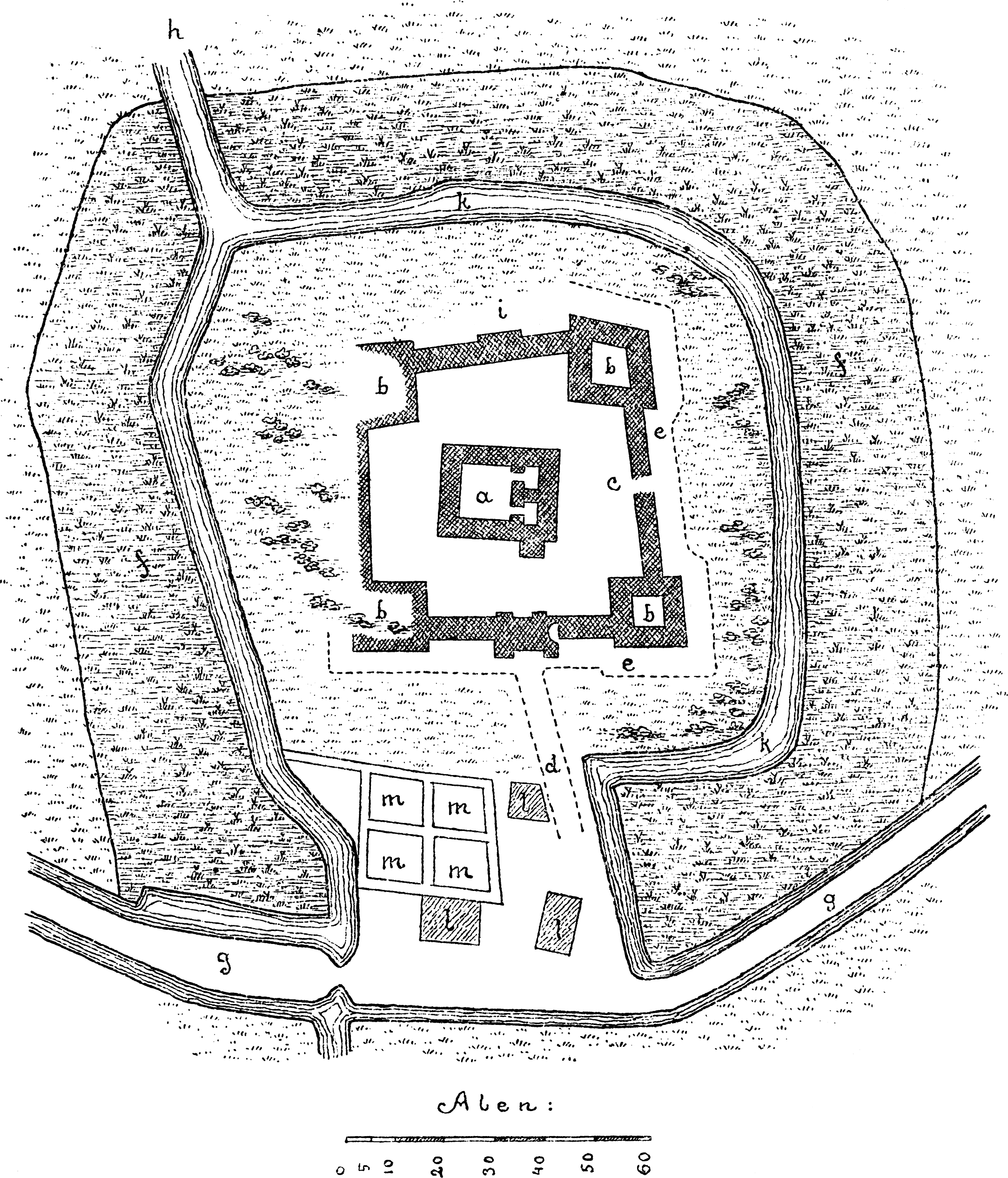
Skiss över slottet med ett centraltorn, en inre försvarsmur med hörntorn och en yttre ringmur.

Gurre slott (danska: Gurre Slot) är en slottsruin på norra Själland i Danmark. Den ligger i Helsingørs kommun vid byn Gurre, söder om sjön Gurre Sø och utmed vägen mellan Tikøb och Helsingør.
Slottet byggdes troligen redan på 1100-talet. Det första skriftliga omnämnandet är dock i ett brev från 1364 i samband med att påven Urban V skänkte reliker till det närliggande Sankt Jakobs kapell. Kapellet ligger cirka 350 meter öster om slottet och är idag också i ruiner. Slottet utvidgades på 1300-talet av Valdemar Atterdag som avled här 1375. Slottet övergavs på 1530-talet. Idag återstår tre meter höga ruiner av ett kärntorn omgivet av en försvarsmur med hörntorn. Därtill finns lämningar av en yttre försvarsmur.  